# Domplatz (Erfurt)

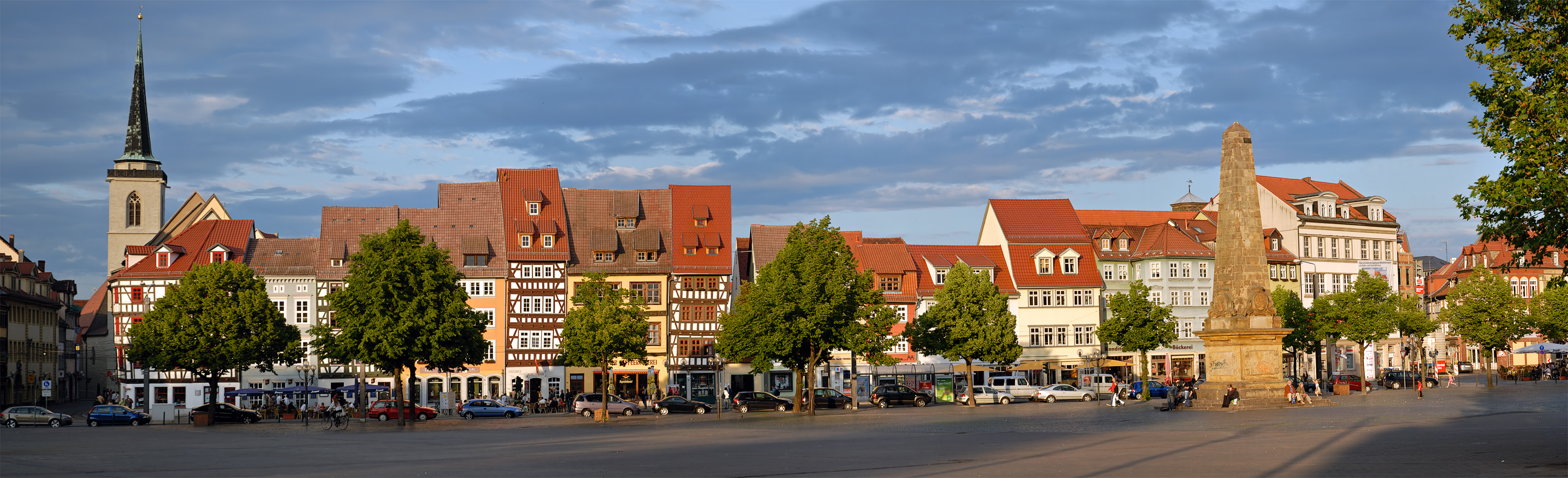
Häuser an der Ostseite des Platzes

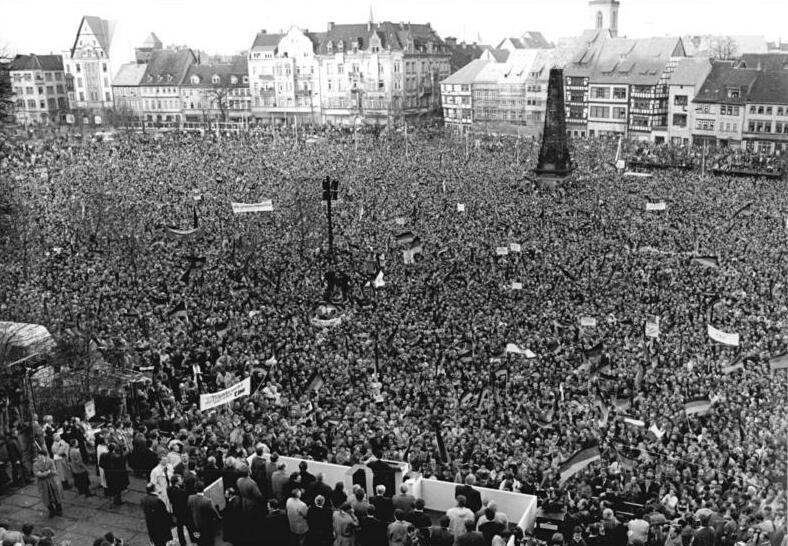
Menschen auf dem Domplatz 1990 bei einer Rede Helmut Kohls

Der Domplatz in Erfurt ist ein großer Marktplatz mit etwa 3,5 ha, mit intakter bzw. restaurierter Randbebauung. Einst war er Hauptmarktplatz und Gerichtsplatz. Auf dem Platz stehen der Minervabrunnen (1784) und der 1777 zu Ehren des Mainzer Kurfürsten errichtete Erthal-Obelisk.

## Randbebauung
Auf dem Domberg an der Westseite des Platzes steht das Ensemble aus Erfurter Dom und Severikirche. Die 70 auf den Berg führenden Domstufen existieren in der heutigen Form erst seit der Mitte des 19. Jahrhunderts.
Im Gegensatz zum Dom ist die Severikirche eine Gemeindekirche. Das dazugehörige Stadtviertel fiel dem Artilleriebeschuss auf die französisch besetzte Festung Erfurt 1813 zum Opfer. Seitdem ist der Domplatz wesentlich größer als vorher. Auf dem ursprünglichen Teil des Domplatzes, der der Kirche gehört, liegt Basaltpflaster. Der andere Teil, wo ehemals das nicht wiederaufgebaute Severi-Viertel stand, ist mit Betonsteinen gepflastert und gehört der Stadt Erfurt.
Dom und Severikirche wurden unter dem Domarchitekten Erwin Gramse während der DDR-Zeit durch Spenden, Baumaterial und teilweise auch Bauhandwerker aus Westdeutschland erhalten und erneuert. Vor der Severikirche stehen die Kanonikerhäuser, die bis zum Bonifatiusturm reichen, der zu der früheren Bischofsburg gehörte. Daneben liegt das in den 1990er-Jahren errichtete katholische Gemeindehaus.
Dem Domplatz nordwestlich benachbart befindet sich die Zitadelle Petersberg, auf der bis 1813 die Türme der Peterskirche standen. Unter dem Petersberg liegt eine 1998 eröffnete mehrstöckige Tiefgarage. Am Hang des Hügels wurde mit Hilfe der Partnergemeinde Bechtheim ein Weinberg angelegt und das Erfurter Stadtwappen aus Blumen gepflanzt.
Zwischen der Einfahrt zur Tiefgarage und dem Gebäude des Landgerichts Erfurt von 1880 auf der Nordseite des Domplatzes liegt die hintere Einfahrt zu den Gebäuden der Bezirksbehörde des Ministeriums für Staatssicherheit der DDR, darunter dessen Gefängnis, in dem sich heute eine Gedenkstätte befindet.
Auf der Ostseite des Domplatzes liegt eine Zeile aus Bürgerhäusern unterschiedlicher Zeit- und Stilepochen.
In der Südostecke des Domplatzes stand das Haus zum Pilgrim. Heute stehen noch als Südwand des Platzes die historischen Häuser Zur Lamprete oder Grüne Apotheke (Ersterwähnung 1638) und das Gasthaus Zur Hohen Lilie (Veränderung im Renaissance-Stil 1538). Es folgen der Doppelbau des früheren Hauses Zur Blume und Zum Güldenen Schlitten, das frühere Haus zum Propheten (später Thüringer Hof) mit jetzt privater Nutzung und das frühere Haus zu den Böcken. Die letztgenannten historischen Bezeichnungen sind jedoch nicht mehr an den restaurierten Gebäuden zu finden.

## Geschichte
Der ursprünglich sumpfige und von einem Arm der Gera durchflossene Platz (nur der südliche Teil des heutigen Domplatzes) wurde im 12. Jahrhundert nach Trockenlegung zum Markt entwickelt. Er hatte urkundlich 1293 die Bezeichnung ante gradus (Vor den Graden, den Stufen zum Dom). Der später auch Großer Markt genannte Platz lag nahe der Kreuzung der via regia mit einer alten Handelsstraße in Nord-Süd-Richtung. Auf dem Markt wurde mit Salz, Holz, Leder und anderen Waren gehandelt. Unter der Mainzer Herrschaft war er auch öffentlicher Gerichtsplatz. 1774 besuchte der Mainzer Kurfürst und Landesherr die Stadt Erfurt, aus diesem Anlass errichtete man den Erthal-Obelisken auf dem Platz. Dieser wurde 1899 anlässlich eines Besuchs von Kaiser Wilhelm II. erneuert.
Die französisch besetzte Festung Erfurt wurde ab Ende Oktober 1813 von Preußen, Österreichern und Russen belagert. Nach mehreren Ausfällen der Franzosen mit Abbrennen benachbarter Dörfer erfolgte Anfang November 1813 der Artilleriebeschuss der Zitadelle Petersberg durch die Belagerer. Dabei wurde auch das benachbarte Severi-Viertel auf dem heutigen Nordteil des Platzes getroffen, zerstört und nicht wieder aufgebaut. Der so vergrößerte Markt diente der preußischen Garnison auch als Exerzier- und Parade-Platz. 1823 besuchte der preußische König Friedrich Wilhelm III. die Stadt Erfurt, woraufhin der Platz in Friedrich-Wilhelm-Platz umbenannt wurde. 1945 erfolgte die Umbenennung in Domplatz.
Während der Friedlichen Revolution 1989/90 fanden auf dem Domplatz Demonstrationen von bis zu 80.000 Menschen statt.
Nach der Wiedervereinigung wurden die Gebäude um den Domplatz und die beiden Denkmäler auf dem Platz erneuert. Die Kosten für das neue Minerva-Denkmal übernahm Anfang der 1990er-Jahre die Vereinigung Heimattreue Erfurter aus Westdeutschland.

## Ehemalige Bauplanungen
Seit den 1920er-Jahren gab es immer wieder Pläne zur Wiederbebauung des nördlichen Domplatzes und damit zu seiner entsprechenden Verkleinerung auf die historische Größe. Sie wurden nicht realisiert.
Im Rahmen des Sozialistischen Städtebaus in allen Großstädten der DDR sollte auf dem benachbarten Petersberg ein Hochhaus mit vielen weiteren Gebäuden, einem Denkmal und einer riesigen Freitreppe hinunter zum Domplatz entstehen. Der Machtwechsel von Walter Ulbricht zu Erich Honecker mit Änderung der Schwerpunkte im Baugeschehen der DDR verhinderte die Realisierung des Vorhabens. In den 1970er-Jahren gab es Pläne zum Bau eines Kulturhauses auf dem Platz. Darüber hinaus war zu DDR-Zeiten auch der Schluss des Juri-Gagarin-Rings über den Domplatz und durch das Andreasviertel geplant. Gegen dieses Projekt gab es bereits ab 1987 Widerstand in der Erfurter Bevölkerung, infolge der Friedlichen Revolution 1989 ist es gescheitert.
Ende der 1980er-Jahre sollte der Domplatz zum Ernst Thälmann-Platz mit einem großen Denkmal der Dialektik mit Darstellung der Geschichte der Arbeiterbewegung auf dem Nordwestteil des Platzes werden. Das Modell eines Künstlers existierte bereits, die acht Fahnenmasten stehen bis heute (2019). Auch die letztgenannten Planungen wurden durch die politische Wende 1990 verhindert.

## Heutige Nutzung

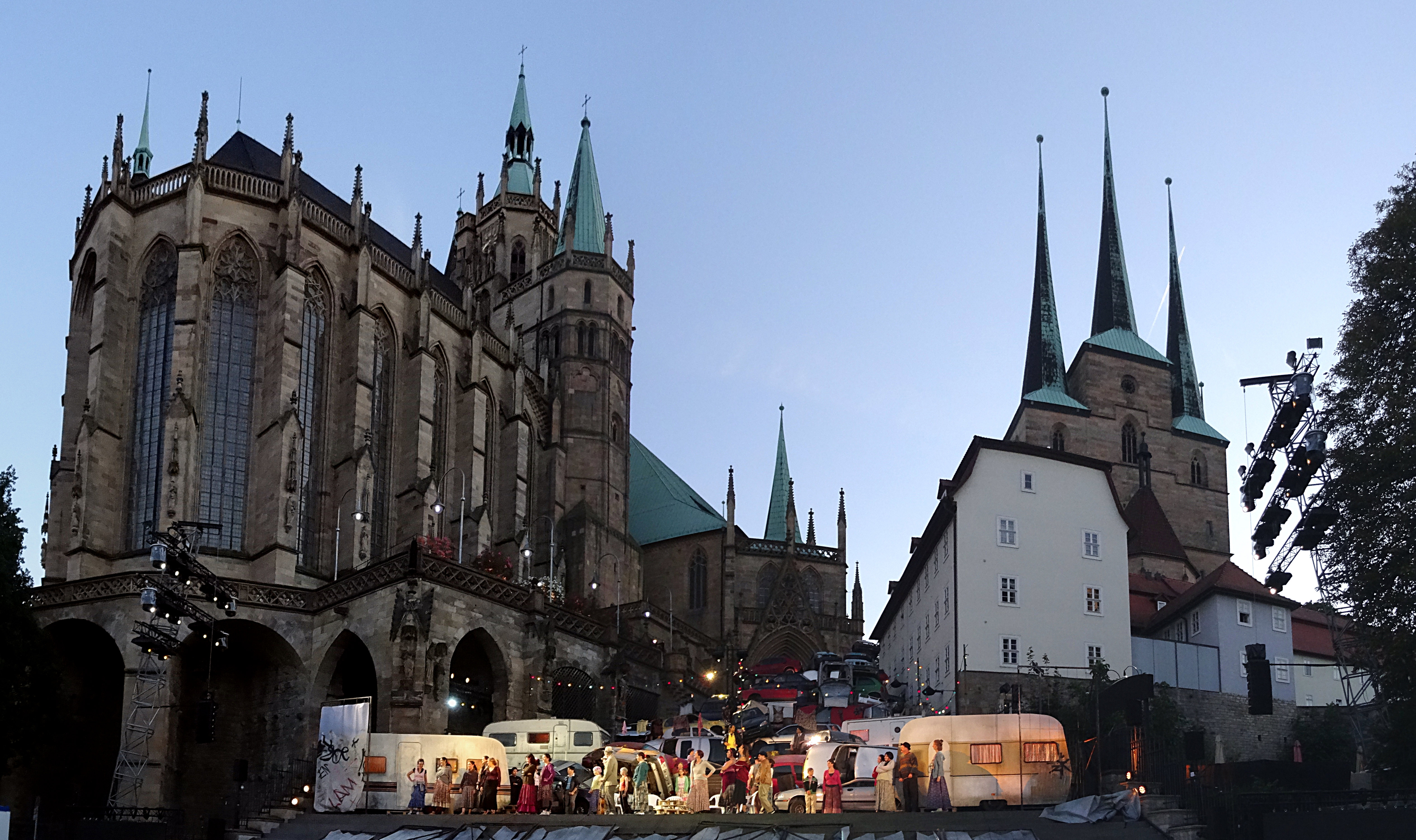
25. Domstufen-Festspiele 2018

Der Domplatz dient heute wie früher als Marktplatz. Jährlich zur Adventszeit ist er Schauplatz des Erfurter Weihnachtsmarktes, welcher zu den größten in Deutschland zählt. Auf dem Domplatz findet immer am 10./11. November das Martini-Fest statt, zu Ehren des Heiligen Martin und von Martin Luther. Jährlich im August werden die Domstufen-Festspiele durch das Theater Erfurt veranstaltet.
Während des Papstbesuchs in Deutschland im Jahre 2011 kam Benedikt XVI. auch nach Erfurt. Nach seinem Besuch des Erfurter Doms am 23. September 2011 zelebrierte er am 24. September morgens eine Heilige Messe auf dem Domplatz vor 30.000 Gläubigen.